# Zbyněk Merunka
Zbyněk Merunka (19. prosince 1950 Praha – 14. prosince 2024 Mníšek pod Brdy) byl český moderátor.

## Životopis
Vystudoval maturitní obor, při kterém se rovněž vyučil strojním zámečníkem. Po maturitě začal pracovat v Československém rozhlase a dálkově přitom vystudoval žurnalistiku. V roce 1993 odešel do soukromého Rádia Alfa, kde se seznámil s Janem Vávrou, který jej přesvědčil, aby přišel na casting do vznikající TV Nova. Zúčastnil se výběrového řízení do zahraniční redakce, kde působil i v Československém rozhlase, TV Nova mu však nabídla místo moderátora hlavní zpravodajské relace Televizní noviny, které moderoval od 4. února 1994 krátce se Stanislavou Wanatowiczovou a poté s Evou Jurinovou. Z Novy odešel k 4. srpnu 1999. Poté s manželkou Sašou začal podnikat, vlastnil dvě cukrárny v Mníšku pod Brdy, kde s rodinou bydlel, a v Berouně. Na TV Prima moderoval pořady Mňam aneb Prima vařečka, Prima jízda a Autosalon a v roce 2013 na TV Barrandov magazín Kolik to stojí.
Byl ženatý, měl dceru Alžbětu a syna Matěje.
Zemřel v prosinci 2024 ve věku 73 let. Podle informací deníku Blesk podlehl Creutzfeldtově–Jakobově chorobě, což je vzácné degenerativní onemocnění mozku.